# Västerberget (Saltvik, Åland)
Västerberget är en kulle i Åland (Finland). Den ligger i den norra delen av landskapet, 28 km norr om huvudstaden Mariehamn. Toppen på Västerberget är 19 meter över havet. Västerberget ligger på ön Fasta Åland.
Terrängen runt Västerberget är platt. Havet är nära Västerberget åt nordost. Trakten är glest befolkad. Närmaste större samhälle är Finström, 9,8 km söder om Västerberget. 